# ヘンリー・ローレンス
ヘンリー・ローレンス（英: Henry Laurens、1724年3月6日 - 1792年12月8日）は、アメリカ、サウスカロライナ出身の商人、米作農園主、政治家である。ローレンスは大陸会議の代表となり、1777年11月1日から1778年12月9日まで議長を務めた。また、サウスカロライナの副知事となり、アメリカ独立戦争の終盤は外交官として活躍した。

## 生い立ち、家族
ローレンスはジョン・ローレンスとエスター・グラッセ・ローレンス夫妻の子として、サウスカロライナのチャールストンで生まれた。ローレンスの父親は馬具製造人であり、両親共に宗教的な自由の約束に引き付けられてユグノーの移民に加わり、チャールズ・タウンに入ってきていた。ローレンスの家族は裕福となり、1744年にはローレンスがイギリスに行って、以前にチャールストンに住んでいた商人から商売のやり方を学んだ。
ローレンスは1747年にチャールストンに戻った。ローレンスは輸出入事業に参入し、裕福な商人、奴隷貿易業者、そして農園主となった。ローレンスは、西アフリカのシエラレオネ川にあるイギリスの奴隷城郭、バンス島の所有者でロンドンに本店を置く者のチャールストンでの代理人となった。ローレンスはチャールストンに到着した奴隷船を受け取り、新聞で奴隷の販売を宣伝し、オークションを取り仕切り、取引毎に10%の手数料を取った。ローレンスは土地の米作農園主にアフリカ人奴隷を売ったが、時には自分のプランテーションのために購入することもあった。1750年6月25日、ローレンスは別の裕福な米作農園主で奴隷の所有者でもある者の娘、エレノア・ボールと結婚した。二人には12人の子供が生まれた。そのうち8人は幼児や子供の時に死んだが、他の4人は下記のように名声を勝ち得た。
- ジョン・ローレンスはジョージ・ワシントン将軍の副官となり独立戦争中に戦死した。戦争中にジョンは少数の奴隷を植民地軍の徴兵リストに加え、最終的にその解放を認めるという計画を提案した。ヘンリー・ローレンスは私的な手紙の中で、この計画は実行できないと柔らかく諭した。[1]
- マーサ・ローレンスは医者で歴史家、またサウスカロライナ議会議員のデイビッド・ラムゼーと結婚した。
- ヘンリー・ローレンス・ジュニアは大陸会議代表のジョン・ラトリッジの娘と結婚し、ヘンリー・ローレンスの遺産を相続した。
- メアリー・ローレンスは大陸会議代表のチャールズ・ピンクニーと結婚したが、産後まもなく死んだ。

1772年、ヘンリー・ローレンスは多くの成功したアメリカ商人と同じように農場の購入を始めた。ローレンスはメプキンに3,000エーカー (12km2) の土地を購入した。その後もジョージアの海岸に開拓された米作農場を含み、20,000エーカー (81km2) の土地を購入したが、メプキンが本拠地となった。1776年には投機的商売を諦めたが、プランテーションの方は事業そのものとしての運営を続けた。

## 政歴

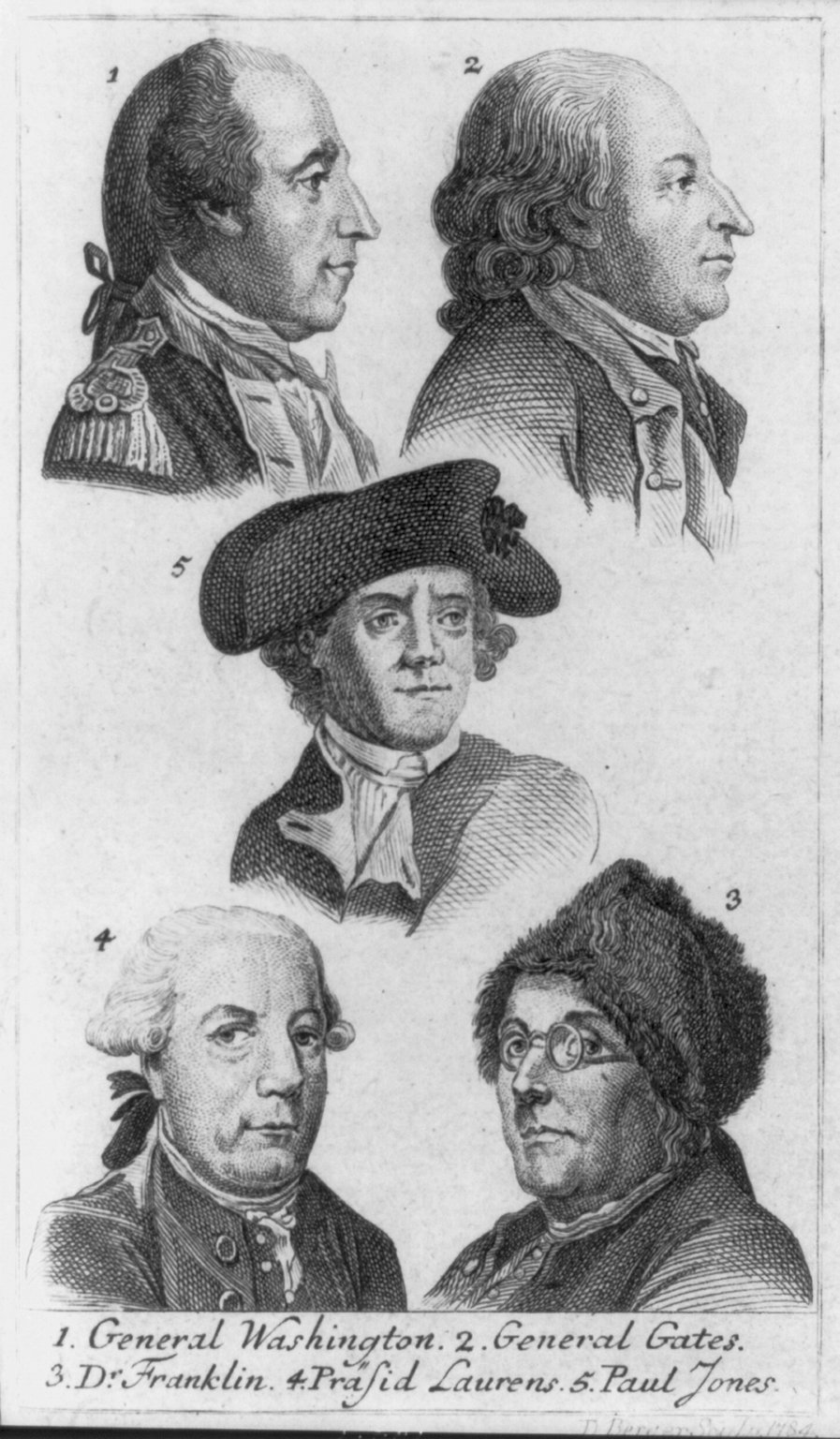
1.ジョージ・ワシントン 2.ホレイショ・ゲイツ 3.ベンジャミン・フランクリン 4.ローレンス 5.ジョン・ポール・ジョーンズ 1784年

ローレンスは、当時としては頑健な体だったので、民兵に従軍した。1757年から1761年にかけてのチェロキー族インディアンとの戦いで中佐になった。1757年は植民地議会議員に選ばれた最初の年でもあり、その後1年間を除いて毎年選ばれ続け、独立革命の間に植民地議会が暫定政府として州議会に置き換えられた年まで続けた。その抜けた1年とは、子供の教育の手配のためにイギリスに渡っていた時であった。ローレンスは1764年と1768年に植民地の委員会に指名されたが、どちらも辞退した。1772年、ローレンスはフィラデルフィアのアメリカ哲学者協会に加入し、他の会員と幅広く交流した。
アメリカ独立戦争が近づくと、ローレンスは初めのうちはイギリス王室との和解の道を探る方向に荷担した。しかし事態が悪化するとアメリカ側支持に回った。カロライナで革命政府を樹立する動きが始まると、ローレンスは1775年1月9日に開会された議会の議員に選出された。ローレンスは安全委員会の議長を務め、その年の6月から1776年3月にかけて議会の役人を取り仕切った。サウスカロライナが完全に独立した政府を作ったとき、ローレンスは副知事となり、1776年3月から1777年6月27日まで務めた。
ローレンスは1777年1月10日に大陸会議代表に指名され、1780年まで務めた。その間、1777年11月1日から1778年12月9日まで議長を務めた。この期間の大陸会議の大きな課題は連合規約を成立させることであったが、ローレンスの議長就任後間もない1777年11月15日に採択され、批准のために各植民地に送付された。ちなみにローレンスのお膝元サウスカロライナが真っ先に連合規約を批准した。
1779年の秋、大陸会議はローレンスを駐オランダ大使に任命した。1780年早くにローレンスはオランダに着任し、独立戦争に対するオランダの支持を取り付けることに成功した。しかし、その年の秋の再度アムステルダムへ向かう航海途次に、イギリス海軍に船を止められ、ウィリアム・リーによって準備されたアメリカ＝オランダ条約の草稿を発見された。この条約はイギリスとオランダが開戦する理由として使われた。ローレンスは反逆罪で告発されロンドン塔に幽閉された。このことはイギリスとアメリカの間の新たな問題となった。戦場にあってはほとんどの捕虜が戦争捕虜として扱われるが、その待遇はしばしばぞっとするようなものだったので、捕虜交換や私信の発信特権が慣行となっていた。ローレンスが収監されている間は、以前の提携事業者で実質的なバンス島の所有者であったリチャード・オズワルドが支援した。オズワルドはローレンスのためにイギリス政府とかけあった。最終的に1781年12月31日、チャールズ・コーンウォリスとの捕虜交換でローレンスは釈放され、その航海を完遂することができた。
1783年、ローレンスはパリにあって、パリ条約に結びつける交渉の為の平和委員会の一員を務めた。ローレンスは条約そのものの署名には加わらなかったが、オランダとスペインを巻き込む問題を解決する二次的同意事項の合意まで主導した。皮肉なことに、奴隷貿易でローレンスの提携事業者であったリチャード・オズワルドは、パリ平和交渉のイギリス側主要交渉者であった。ローレンスは1784年に公的な活動から引退した。その後も、連合会議や1787年のアメリカ合衆国憲法制定会議およびサウスカロライナ議会に招集を受けたが、そのたびに辞退した。ただし、1788年に憲法を批准するためのサウスカロライナ議会には出席し、賛成票を投じた。

## その後の出来事
独立戦争中にチャールストンに駐屯していたイギリス軍がローレンスのメプキンの家を焼いてしまっていた。ローレンスが1784年に戻ってくると、家族は邸宅が再建されるまでの間、離れ家に住んでいた。ローレンスは晩年をそこで過ごし、独立戦争の間に消費することになった4万ポンドの回収に努めた（これは2000年の価値に直すと約350万ドルに相当する）。ローレンスは1792年12月8日にメプキンで亡くなり、火葬にされ、遺灰はメプキンに埋葬された。メプキンの農園はその後何人かの手に渡ったが、大部分は今日でもそのまま残っており、トラピスト修道院が建っている。
サウスカロライナ州ローレンス市はヘンリー・ローレンスにちなんで名付けられた。ローレンスのために事務員として働き、その後親密な友人となったラックラン・マッキントッシュ将軍は、オハイオの砦の名前をローレンスとした。